# Mark E. Green
Mark E. Green, né le 8 novembre 1964 à Jacksonville (Floride), est un homme politique américain. Membre du Parti républicain, il est élu à la Chambre des représentants des États-Unis en 2018.

## Biographie

### Jeunesse et carrière militaire
Mark Green grandit dans le Mississippi. Il emménage à Clarksville dans le Tennessee en 2002.
Diplômé de l'Académie militaire de West Point en 1986, Green sert pendant vingt ans dans l'armée. Il est notamment connu pour avoir interrogé Saddam Hussein après sa capture par les Américains en décembre 2003. Il publiera un livre sur le sujet (A Night with Saddam) en 2013. Également diplômé en médecine de l'université d'État Wright et en systèmes d'information de l'université du Sud de la Californie, Green fonde par la suite Align MD, qui gère une trentaine d'hôpitaux.

### Carrière politique
En 2012, il est élu au Sénat du Tennessee (en) en battant le démocrate sortant Tim Barnes dans le 22e district. Proche du Tea Party, il cosigne notamment une proposition de loi permettant aux personnels de santé mentale de refuser de traiter des patients LGBT.
En avril 2017, il est nommé secrétaire à l'Armée des États-Unis par Donald Trump ; un choix qui doit être entériné par le Sénat des États-Unis. Green est vite critiqué pour ses positions polémiques sur les personnes transgenres (qu'il considère malades), l'islam et la théorie de l'évolution (qu'il rejette). Il retire sa candidature le mois suivant,.
Lors des élections de 2018, il est candidat à la Chambre des représentants des États-Unis pour succéder à Marsha Blackburn, candidate au Sénat, dans le 7e district du Tennessee. Il décroche l'investiture républicaine sans opposant. En novembre 2018, il est élu représentant en rassemblant deux fois plus de voix que son adversaire démocrate Justin Kanew.
Il démissionne le 20 juillet 2025 pour travailler dans le secteur privé suite à l'adoption de la loi One Big Beautiful Bill.